# Migliaccio di grano
Il migliaccio di grano è una torta salata a base di farina di grano, formaggio pecorino, uova, latte e formaggio di fossa, tipico di Bagno di Romagna (FC). Come nel caso di altre tipologie di piatti denominate migliaccio e diffuse in varie zone d'Italia e in Corsica, il nome deriva dal miglio, la cui farina, oggi  sostituita con quella di grano duro o di granoturco, in passato era l’ingrediente principale.

## Preparazione
Si mescolano farina, formaggio e uova, si aggiungono latte, acqua, olio, bicarbonato, noce moscata, sale e pepe, e si versa il tutto in una teglia unta di strutto per uno spessore di 2 cm. 
Si cuoce in forno controllando che non si formino bolle, che eventualmente vanno forate con una forchetta. La cottura è completa quando si forma in superficie una crosta leggermente bruciata. 
Viene infine tagliato in porzioni quadrate e servito ben caldo con una spolverata di formaggio di fossa.
Una procedura analoga è descritta anche da Pellegrino Artusi nel suo ricettario La scienza in cucina e l'arte di mangiar bene in riferimento al migliaccio di farina gialla.